# Чёрная (платформа)
Чёрная — остановочный пункт Рязанского направления Московской железной дороги на участке Воскресенск — Рыбное в городском округе Луховицы Московской области.
Остановочный пункт состоит из двух низких боковых платформ длиной по 100 метров каждая. Платформы разнесены на расстояние около 15 метров друг от друга. Платформа на Рязань — северная, на Москву — южная (движение поездов по Рязанскому направлению МЖД левостороннее).

## История
В 1886 году на участке Московско-Рязанской железной дороги между Щурово и Луховицами была сооружена дополнительная железнодорожная станция Чёрная, названная по протекающей вблизи неё речке Чёрной. Постепенно возле станции сложился населённый пункт, получивший название Посёлок станции Чёрная.
Во второй половине 1950-х годов путевое развитие было снято, и Чёрная стала остановочным пунктом на перегоне Щурово — Луховицы между остановочным пунктом Перочи и остановочной платформой 132 км. Несмотря на утрату статуса станции, в Чёрной, кроме пригородных электричек, до конца 1960-х годов продолжали останавливаться и некоторые пассажирские поезда дальнего следования: так, в 1967—1969 гг. здесь имел остановку поезд № 202/201 сообщением Москва — Вернадовка.
В 1958 году была осуществлена электрификация постоянным током напряжением 3 кВ в составе участка Раменское — Рязань-1.
После упразднения и демонтажа во второй половине 2000-х годов остановочного пункта Перочи и платформы 132 км Чёрная осталась единственным остановочным пунктом между станциями Щурово и Луховицы.

## Окрестная природа
В окрестностях Чёрной обитают редкие виды насекомых, включённые в Красную книгу Московской области: амара Шодуара, бронзовка мраморная, кобылка бескрылая, листоед восточный, медведица крестовниковая, рогачик однорогий, рутпела пятнистая, скакун германский, скопуля украшенная.